# Кейт, Ян
Ян Кейт (англ. Ian Keith; 27 февраля 1899, Бостон — 26 марта 1960, Нью-Йорк, Нью-Йорк) — американский актёр.
Кейт Росс родился в Бостоне, штат Массачусетс. Начал сниматься в немых фильмах в 1920 году. Затем продолжил сниматься в звуковых фильмах. Особенно плодотворным было его сотрудничество с режиссёром Сесилом Блаунтом Демиллем.
Внешние данные Яна Кейта — высокий рост, красивые черты лица, звучный голос, привлекли внимание Демилля, и он предлагал ему роли во многих своих фильмах.
Актёр был четыре раза женат. Его супругами были: Андра Ферн, Юрка Бланш, Этель Клейтон, Хильдегарда Пабст.
Кейт умер 26 марта 1960 года, и был кремирован в Нью-Йорке.

## Фильмография
- 1927 — Два аравийских рыцаря — Шевкет Бен Али
- 1929 — Божественная леди — Чарлз Гревиль, племянник Гамильтона
- 1930 — Большая тропа — Бил Торп
- 1932 — Знак креста
- 1933 — Королева Кристина
- 1934 — Клеопатра — Октавиан
- 1935 — Три мушкетера — де Рошфор
- 1936 — Мария Шотландская — Морэй
- 1940 — Морской ястреб
- 1947 — Аллея кошмаров — Пит Крамбейн
- 1948 — Три мушкетёра — Рошфор
- 1955 — Принц игроков — призрак отца Гамлета в «Гамлете»
- 1955 — Это прибыло со дна моря / It Came from Beneath the Sea — адмирал Бёрнс
- 1956 — Десять заповедей — Рамзес I